# SMS G 89
G 89 – niemiecki niszczyciel z okresu I wojny światowej. Piąta jednostka typu G 85. Okręt wyposażony w trzy kotły parowe opalane ropą. Zapas paliwa 326 ton. W 1918 roku internowany w Scapa Flow. Zatopiony przez załogę 21 czerwca 1919 roku. Złomowany w 1926 roku.